# Гель-електрофорез

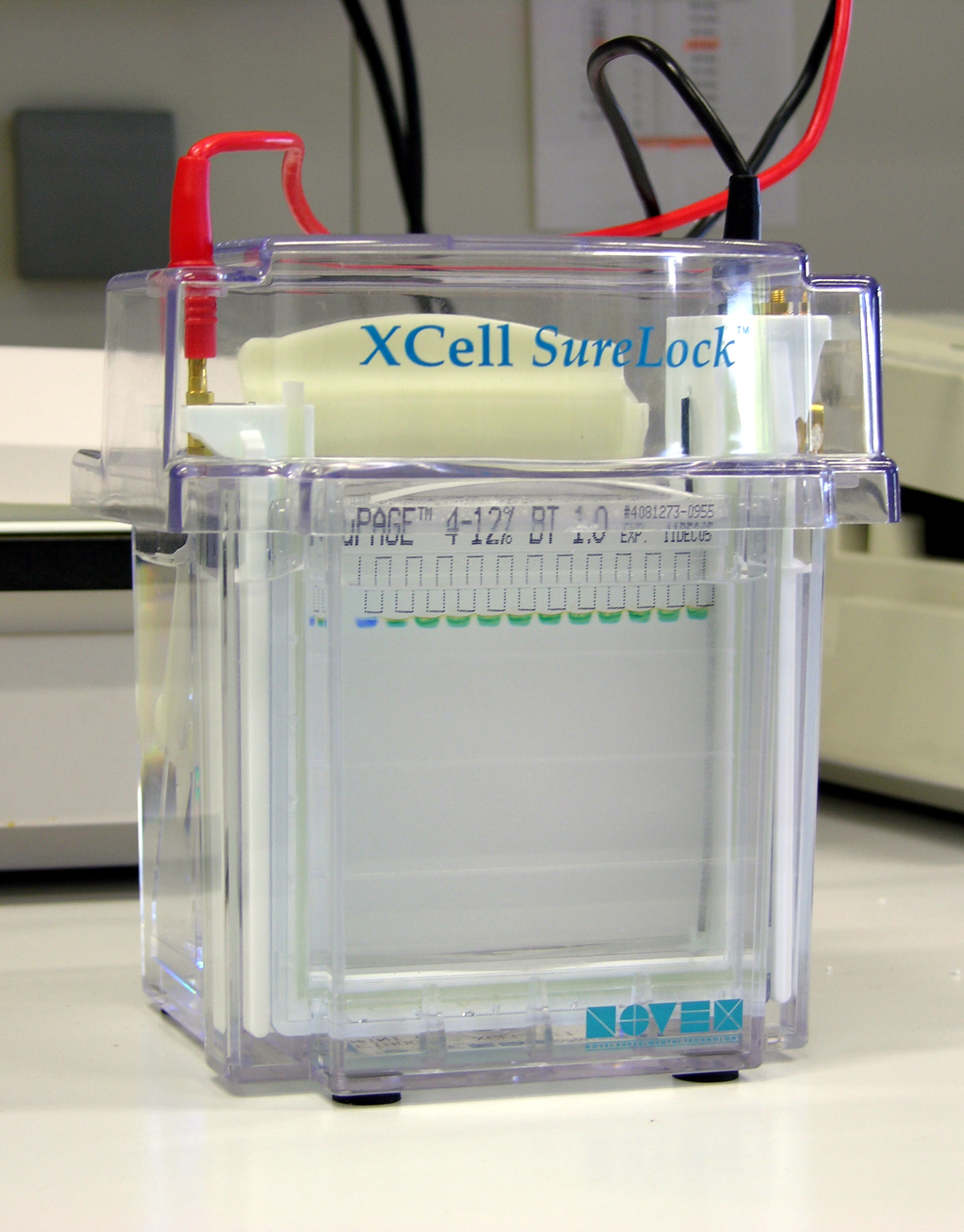
Установка для електрофорезу білків чи коротких нуклеїнових кислот у поліакриламідному гелі («вертикальний електрофорез»

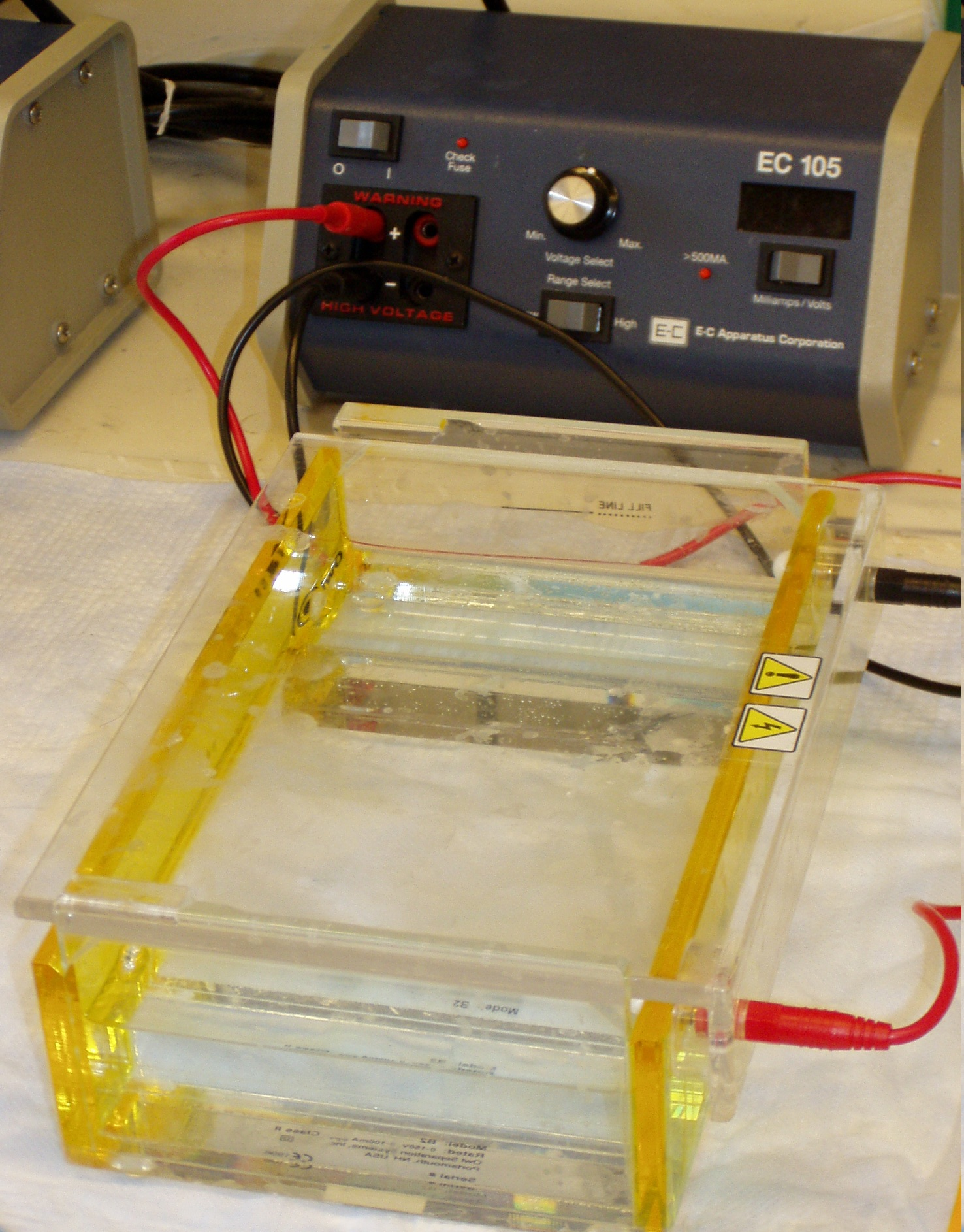
Апарат для проведення гель-електрофорезу нуклеїнових кислот («горизонтальний електрофорез»)

Гель-електрофорез — аналітичний метод хімії і молекулярної біології для розділення різних видів молекул. Суміш молекул пропускається через гель, який являє собою молекулярне сито, яке легше пропускає дрібніші молекули, аніж великі. Рушійну силу задає електричне поле, тому молекули мають бути заряджені. 
Метод використовується в молекулярній біології для розділення фрагментів дезоксирибонуклеїнової, рибонуклеїнової кислоти або білків, використовуючи електричне поле, що створюється в гелевій матриці. Метод зазвичай застосовується для аналітичних цілей, але може також використовуватися як попередня стадія таких методів як мас-спектрометрія, поліморфізм довжини рестрикційних фрагментів (ПДРФ), полімеразна ланцюгова реакція (ПЛР), молекулярне клонування, секвенування ДНК, саузерн-блот, вестерн блот що застосовуються для  аналізу послідовностей молекул або визначення певних білків.

## Проведення
Досліджуваний препарат (суміш речовин, розчин білка, ДНК або РНК) вносять в лунку, розміщену в гелі — середовищі з сітчасто-просторовою структурою. Зазвичай для гель-електрофорезу використовують тонкі пластини гелю. Знаходячись в буферному розчині макромолекули володіють певним сумарним електричним зарядом, і коли через гель проходить електричний струм, вони переміщаються в електричному полі.
Молекули однакового розміру (однакового заряду) рухаються єдиним фронтом, створюючи в гелі дискретні невидимі смуги. Чим менший розмір молекул або більший їхній заряд, тим швидше вони рухаються. Поступово вихідний препарат, що складається з різних макромолекул, розділяється на зони, розподілені на довжині пластинки.
За ходом електрофорезу слідкують за переміщенням в гелі барвника — електрично зарядженої низькомолекулярної речовини, яку вносять в кожну лунку перед початком електрофорезу. Коли барвник досягає кінця пластини, електрофорез зупиняють. Якщо зразок являє собою дискретний набір макромолекул різного розміру, то після електрофорезу виходить набір чітких смуг, розміщених одна під одною. Якщо ж розміщення молекул за розміром більш-менш безперервне, то виходить розмита картина. За інтенсивністю забарвлення смуг можна судити про концентрацію макромолекул в зразку.

## Визначення відносної молекулярної маси
Щоб визначити відносну молекулярну масу розділених фрагментів, одночасно проводять електрофорез маркерних макромолекул з відомими молекулярними масами. Набір маркерів повинен охоплювати весь діапазон молекулярних мас в даній системі. Зразок маркерних молекул вносять в окрему лунку, розміщену поблизу одного з країв пластинки. Логарифм відносної молекулярної маси маркера лінійно зв'язаний з його електрофоретичною рухливістю Rf — величиною, рівною відношенню відстаней, пройдених маркерною молекулою і барвником. Побудувавши графік залежності логарифма відносно молекулярних мас маркерів від Rf, можна знайти відносну молекулярну масу кожного компоненту зразку. Відносна молекулярна маса вимірюється в дальтонах, дволанцюгових нуклеїнових кислот — в кількості пар нуклеотидів, одноланцюгових — в кількості нуклеотидів.

## Розділення нуклеїнових кислот

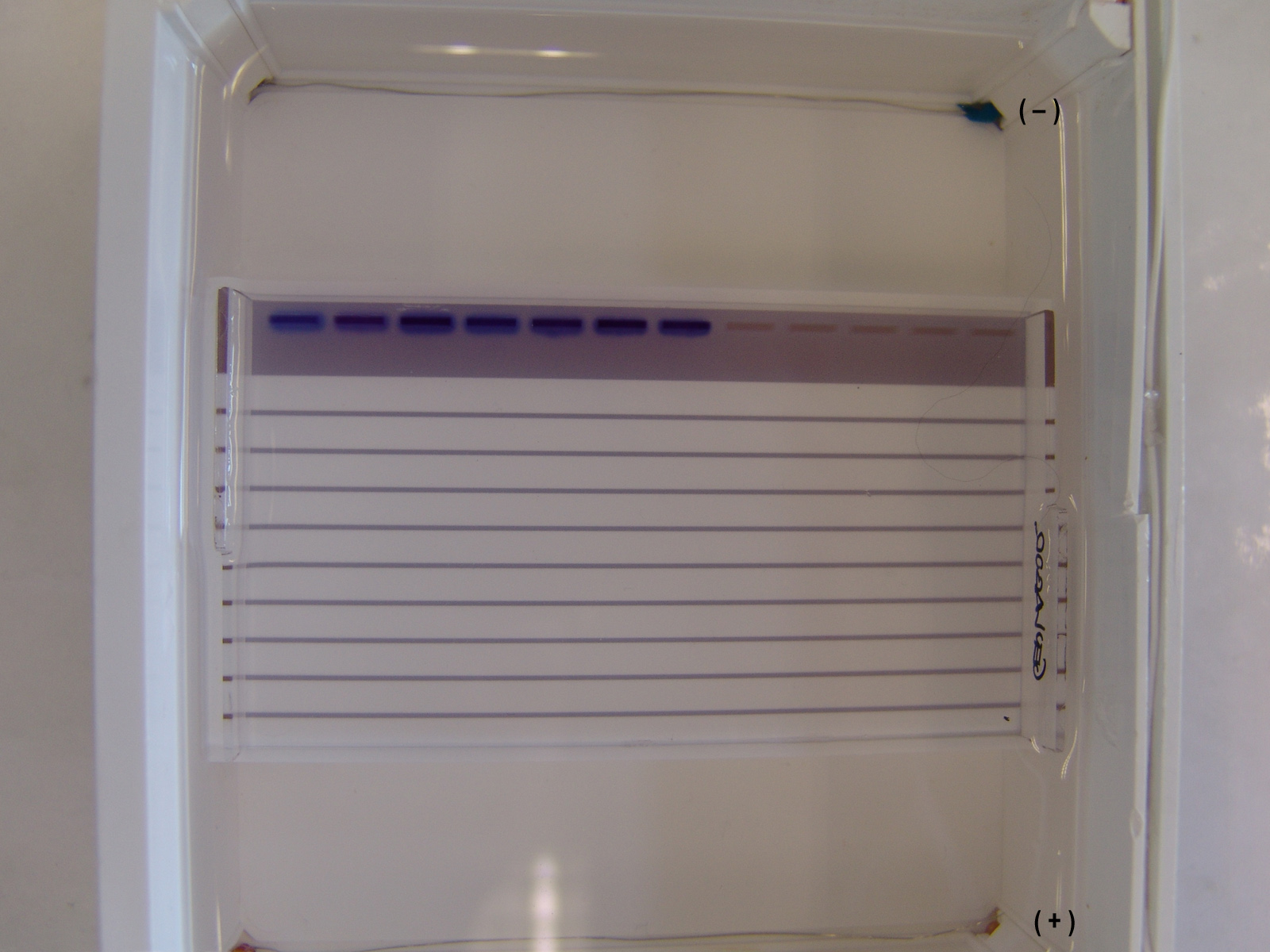
Агарозний гель з ДНК перед електрофорезом

Для електрофорезного розділення нуклеїнових кислот середнього розміру зазвичай використовують агарозні гелі. Агароза — це чиста фракція, яку одержують з агару або безпосередньо з агароутворюючих морських водоростей. В 1% агарозному гелі можна розділити молекули розміром від 600 до 20 000 п.н. Для фракціонування більших молекул ДНК (мільйони пар основ), денатурованої ДНК і РНК використовують спеціальні системи електрофорезу. Деколи для вирішення спеціальних завдань для розділення ДНК використовують поліакриламідні гелі. В 20% поліакриламідному гелі можна розділити фрагменти ДНК, які складаються всього з шести основ і які відрізняються лише одним нуклеотидом.
На розділення нуклеїнових кислот в гель електрофорезі впливає не тільки молекулярна маса фрагментів ДНК або РНК, але й їх форма. Так, лінійні молекули рухаються швидше за такої ж маси кільцевих. Впливає на якість розділення і послідовність нуклеотидів, що може створювати додаткові вигини в молекулі нуклеїнової кислоти. На розділення ДНК також впливає зв'язування її з білком.
Одноланцюгові молекули ДНК і РНК розділяють в денатуруючих умовах: при нагріванні, з додаванням високих концентрацій сечовини або формальдегіду.

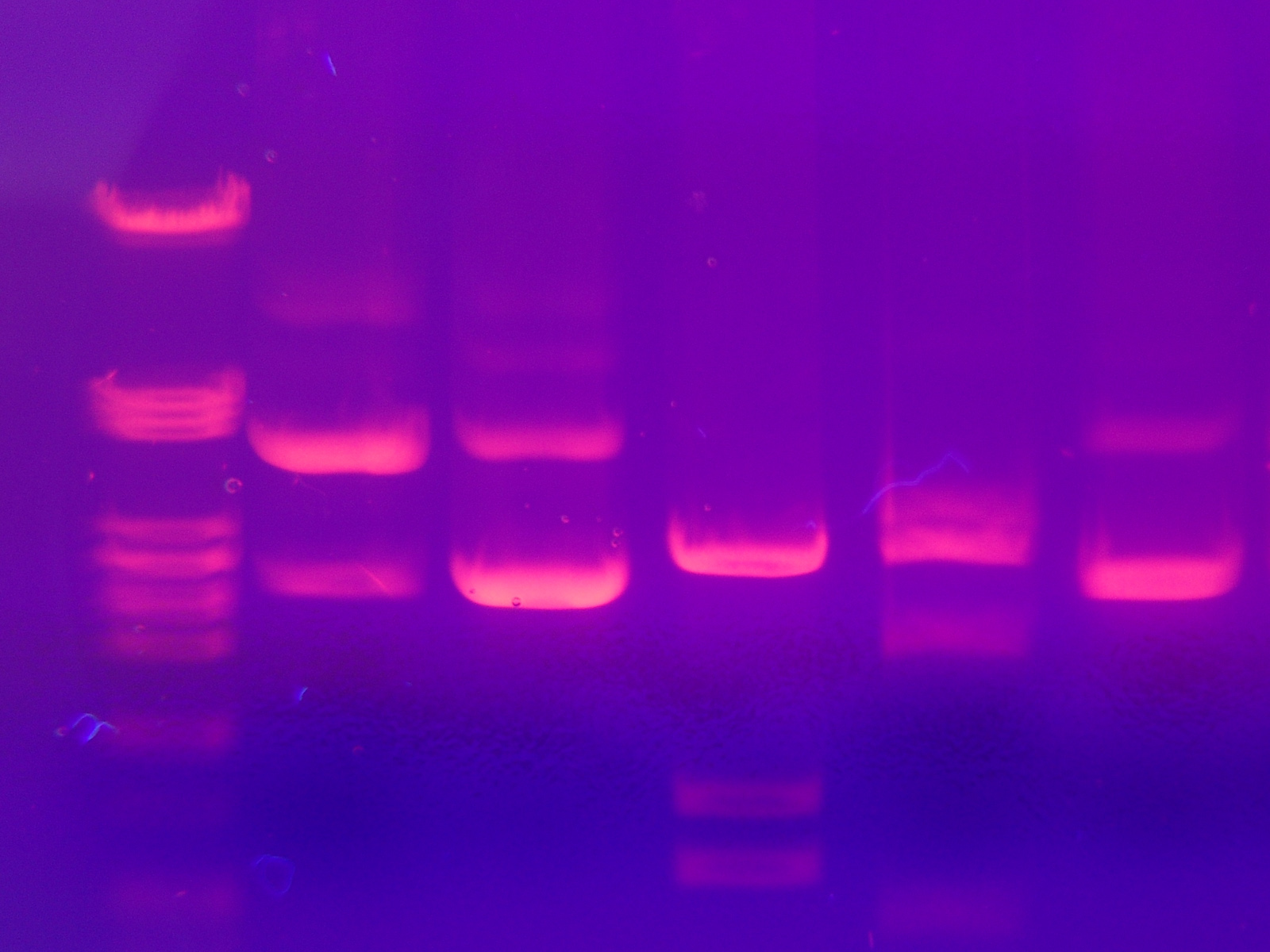
Візуалізація смуг ДНК в агарозному гелі.

Детекцію смуг нуклеїнових кислот здійснюють за допомогою авторадіографії, в тому разі коли вони є міченими радіоактивними атомами (зазвичай, ізотопом фосфору-32). В інших випадках до нуклеїнових кислот до чи після електрофорезу додають флуоресцентні мітки (бромистий етидій, SYBR Green I та інші), які зв'язуються з ДНК або РНК та виявляються за допомогою ультрафіолетового випромінювання на трансілюмінаторі.